# Bingen (Schiff)
Die Bingen ist ein 1986 für die Bingen-Rüdesheimer Fähr- und Schifffahrtsgesellschaft gebautes Binnenfahrgastschiff, das für Rundfahrten, Ausflugsfahrten und Charterfahrten vor allem im Oberen Mittelrheintal einsetzt wird.

## Geschichte
Auf Bestellung der genossenschaftlichen Bingen-Rüdesheimer Fähr- und Schifffahrtsgesellschaft aus Bingen am Rhein stellte die Lux-Werft in Mondorf den Neubau unter der Baunummer 98 im Jahr 1986 fertig. Bei der Ablieferung im gleichen Jahr wurde das Schiff auf den Namen Bingen getauft, der an den Namen der 1933 gebauten Rheinfähre Stadt Bingen anknüpfte.
Der Neubau komplettierte die Flotte der Fahrgastschiffe der Genossenschaft, die sie mit dem Ende der Schleppschifffahrt am Binger Loch in den 1970er Jahren und dem stark zugenommenen Ausflugsverkehr auf dem Oberen Mittelrheintal aufgebaut hatte. Die Bingen war bei Indienststellung nach der Theodor Heuss, der Vater Rhein und Rex Rhenus sowie der Germania das fünfte Ausflugsschiff der Reederei. Seit der Indienststellung ist die Bingen ausschließlich für die „Bingen-Rüdesheimer“ in Fahrt.
Im Jahr 2002 wurde die Innenausstattung des Schiffes komplett erneuert. Heute setzt die Reederei die Bingen schwerpunktmäßig von Bingen bzw. Rüdesheim aus für Charterfahrten auf dem Rhein ein. Darüber hinaus steht das Schiff grundsätzlich für alle Angebote der Bingen-Rüdesheimer zur Verfügung, die vornehmlich Ausflugsfahrten unterschiedlicher Länge und Dauer zur Burg Rheinstein, nach Bacharach oder Sankt Goar und Sankt Goarshausen anbietet ebenso wie themenbezogene Fahrten („Feuerwerkfahrten“ etc.).

## Das Schiff
Die Bingen ist 42,40 Meter lang und 7,70 Meter breit. Der Tiefgang beträgt 1,10 Meter. Angetrieben wird das Schiff von zwei MAN-Dieselmotoren mit zusammen 620 PS. Das Schiff ist für 500 Passagiere zugelassen, davon sind 200 Sitzplätze.